# Torre Juche
La Torre Juche (en chosŏn'gŭl, 주체사상탑; en hancha, 主體思想塔; romanización revisada, Juche Sasangtap; McCune-Reischauer, Chuch'e Sasangt'ap), oficialmente denominada Torre del ideario Juche es un monumento situado en Pionyang, la capital de Corea del Norte. Se terminó de construir en 1982 y está emplazada en la orilla este del río Taedong, enfrente a la plaza Kim Il-sung. Se erigió para conmemorar el 70.º cumpleaños de Kim Il-sung. Se dice que fue diseñada por su hijo Kim Jong-il.
La estructura tiene una altura de 170 metros con forma de obelisco de cuatro lados que se van estrechando según se asciende. La torre está compuesta por 25 550 bloques (el más alto de los cuales está hecho de granito). El número de bloques representa el número de días de vida de Kim Il-sung, es decir, 70 años multiplicado por 365 días (sin contar años bisiestos). La torre está coronada por una antorcha iluminada de 20 metros de altura y 45 toneladas de peso. Es posible subir hasta lo alto de la torre.
Asociada a la torre hay una escultura de 30 metros de altura en la que están representadas tres figuras; una con un martillo, otra con una hoz y la tercera con una pluma de escribir; que simbolizan, respectivamente, el "obrero", el "campesino" y el "intelectual". Hay seis grupos escultóricos más pequeños, cada uno de 10 metros de altura, que simbolizan otros aspectos de la ideología de Kim Il-sung. También cerca de la torre hay un muro con 82 placas conmemorativas, supuestamente enviadas por extranjeros adeptos al régimen. Alrededor de la torre hay, a su vez, fuentes y jardines.
El nombre de la torre proviene de la ideología juche, desarrollada por Kim Il-sung mediante una combinación de autarquía, autodependencia, tradicionalismo coreano y socialismo.